# Усамбара
Усамбара (устаревшее Узамбара, Usambara) — горный массив в восточной Африке, который является частью Восточно-Африканской рифтовой долины. Рифт вытянут дугой в Кении и Танзании между озёрами Туркана (бывш. Рудольфа) и Малави (Ньяса). Геологический возраст гор оценивается по меньшей мере в 100 млн лет.
Усамбарские горы расположены в северо-восточной части Танзании до границы с Кенией, между Килиманджаро и Индийским океаном, к юго-востоку от гор Паре. Они характеризуются крутыми скалами и холмами, населёнными небольшими общинами этнических групп народа sambaa (usambani). Административно относится к области Танга. Горы известны своим высоким уровнем видового разнообразия и эндемизма флоры и фауны. Три горных хребта — Удзунгва, Восточный Усамбара и Улугуру — наиболее важны для сохранения биоразнообразия на рифте.

## География
Горный массив состоит из двух частей — западных и восточных Усамбарских гор, разделённых глубокой долиной реки Луенгера, и занимает площадь 3500 км², из которых около 1000 км² приходится на восточную часть. Длина хребта составляет около 100 км, ширина — 20—40 км. Скальные породы представлены в основном гнейсом, мрамором и анортозитом.
Восточные Усамбарские горы ниже, ближе к океану, имеют более влажный климат. Наивысшая точка — 1506 м над уровнем моря.
Западная часть значительно шире и выше. Имеется несколько вершин высотой более 2000 м, самый высокий пик поднимается до 2440 м над уровнем моря.

## Климат
Климат характеризуется двумя дождливыми и двумя сухими сезонами. Первый период дождей охватывает месяцы с апреля по май, второй — с октября по декабрь. Сухие сезоны, соответственно, с декабря по март и с июня по октябрь. Климат Восточных Усамбарских гор сильно отличается от такового в остальной части Танзании. Так как горный хребет не очень высок и находится почти рядом с океаном, он получает больше осадков. В среднем их количество достигает 2000 мм в год, а в пиковые годы — более 3000 мм. Проливные дожди способствуют росту и поддержанию влажных тропических лесов в течение долгого периода времени. Но с 1930-х годов произошли значительные изменения в климате, дождливые сезоны стали короче, а облачность стала более массивной.
Средняя годовая температура в горах 20°С. Средняя дневная температура в зависимости от сезона от 16°С до 30°С, ночью в среднем от 11°С до 16°С.
Годовое изменение климата в значительной степени определяется муссонами в Индийском океане. Жаркое время года с декабря по март, когда ветры kaskazi дуют с севера. Южные ветры преобладают с мая по октябрь.

## Флора
Горы являются домом для нетронутых тропических лесов, что уже является редкостью в восточной части Африки. Усамбара, особенно его восточная часть, имеет один из самых высоких уровней биоразнообразия на континенте. Количество выпадающих осадков и высота являются основными факторами, влияющими на распределение видов. В районах с высоким количеством осадков становится всё больше эндемичных видов растений и животных.
В западной части Усамбарских гор и гор Паре расположен национальный парк Мкомази.
В горных лесах более 2000 видов растений, из которых около 3 % являются эндемичными для востока Усамбарских гор и 22 % являются близкими к эндемичным. Из 276 видов деревьев 50 также являются эндемичными, а 16 из них можно встретить только на востоке Усамбарских гор.
Здесь произрастают 7 видов сенполии, молочаи, акации, гигантские папоротники и пальмы, лобелии, камфорные деревья[уточнить], эвкалипты и фиговые деревья. Часть лучших земель в предгорьях заняты плантациями тиковых деревьев.
Некоторые леса были затронуты инвазией дерева Maesopsis eminii. Этот инвазивный вид местных деревьев остановился на окраине леса и постепенно проникает глубже, тем самым вызывая значительные проблемы для местной растительности на всём востоке Усамбарских гор.